# ワーク・ソング (アルバム)
| 専門評論家によるレビュー            | 専門評論家によるレビュー |
| レビュー・スコア                    | レビュー・スコア         |
| 出典                                | 評価                     |
| ----------------------------------- | ------------------------ |
| オールミュージック                  | [ 1 ]                    |
| The Penguin Guide to Jazz           | [ 2 ]                    |
| The Rolling Stone Jazz Record Guide | [ 3 ]                    |

『ワーク・ソング』(Work Song) は、ジャズ・コルネット奏者ナット・アダレイが1960年1月にリバーサイド・レコードからリリースしたアルバム。アダレイのほか、ボビー・ティモンズ、ウェス・モンゴメリー、サム・ジョーンズ、パーシー・ヒース、キーター・ベッツ、ルイ・ヘイズが参加して、トリオからセクステットまで様々な編成で演奏しており、一部のトラックではあまり使われることのないチェロのピッツィカート奏法が用いられている。
タイトル曲「ワーク・ソング」には、後に歌詞が付けられ、同じく1960年にオスカー・ブラウン・ジュニアがアルバム『Sin And Soul...and then some』で取り上げ、ボーカル盤もインストゥルメンタル版もジャズのスタンダード曲となった。また、クロード・ヌガロは1967年に「Sing Sing song」と題してフランス語の歌詞でこの曲をカバーしてシングルを出した。

## 評価
このアルバムは、アダレイの代表作のひとつとされている。オールミュージックのレビューでスコット・ヤナウは、このアルバムに星 4½ を付け、「古典的作品に近い」と評し、「ナット・アダレイは全体と通して、絶頂期の姿を保っており、極めて叙情的に演奏している。強くお勧めする。」と述べている。『The Penguin Guide to Jazz』は、このアルバムに星 4 を付け、「『ワーク・ソング』はもちろん本物の古典だが、ファンキーなブルース感覚にも連なっており、ときおり予想もしないような叙情的な演奏も盛り込まれている」と述べている 。

## 収録曲
特記のない限り、いずれもナット・アダレイの作曲作品。
1. ワーク・ソング - "Work Song" - 4:15
2. プリティ・メモリー - "Pretty Memory"（ボビー・ティモンズ）- 3:54
3. アイヴ・ガット・ア・クラッシュ・オン・ユー - "I've Got a Crush on You"（ジョージ・ガーシュウィン、アイラ・ガーシュウィン）- 2:55
4. ミーン・トゥ・ミー - "Mean to Me"（フレッド・E・アラート（英語版）、ロイ・ターク（英語版））- 5:01
5. フォールアウト - "Fallout" - 4:54
6. サック・オブ・ウォー - "Sack of Woe" - 4:28
7. マイ・ハート・ストゥッド・スティル - "My Heart Stood Still"（ロレンツ・ハート、リチャード・ロジャース）- 6:25
8. コートにすみれを - "Violets for Your Furs"（トム・アデア（英語版）、マット・デニス）- 3:50
9. スクランブル・エッグ - "Scrambled Eggs"（サム・ジョーンズ）- 3:20

### 録音
ニューヨーク市リーヴス・サウンド・スタジオ (Reeves Sound Studios)
- 2, 4, 5, 7 - 1960年1月25日録音
- 1, 3, 6, 8, 9 - 1960年1月27日録音

「アイヴ・ガット・ア・クラッシュ・オン・ユー」は、不完全な録音であるように思われる。曲の冒頭で演奏されるはずのテーマ（主題）が提示されないまま曲の末尾に至り、即興演奏を支えるコード展開だけが聞かれるが、これはマスターテープ作成時の何らかのミスによるものと思われる。

## パーソネル
- ナット・アダレイ – コルネット
- ウェス・モンゴメリー - ギター
- ボビー・ティモンズ - ピアノ (tracks 1, 2, 5, 6 & 9)
- サム・ジョーンズ - ベース、チェロ
- キーター・ベッツ - ベース、チェロ
- パーシー・ヒース - ベース
- ルイ・ヘイズ - ドラムス